# Heinz Ramm-Schmidt
Heinz Harald Ramm-Schmidt, född 1 november 1920 i Viborg, död 17 september 2019 i Helsingfors, var en finländsk företagsledare och seglare.
Ramm-Schmidt utexaminerades som diplomekonom 1943. Han var kontorschef vid metallföretaget Matti Saurio Oy 1941–1954 och dess verkställande direktör 1954–1955. Han ledde utvecklingen och marknadsföringen av Soliferdynamon 1954 och mopedmodellen Solifer Export 1960, två efterkrigstida succéprodukter. Då företaget såldes till Oy Bensow Ab 1956 fortsatte han som chef för Soliferverken fram till 1970 och var verkställande direktör för Oy Hackman Ab 1971–1988.
Ramm-Schmidt började segla med hajbåt och kappseglade framgångsrikt 1957–1964 med vikingbåten "Fröja". Han förvärvade 1967 en av Nautorvarvets första havskryssare, Swan 36:an "Tarantella", och deltog 1968 i One Ton Cup i Helgoland. Han lät 1970 bygga sedermera legendariska Swan 371-båten "Tarantella II", som sedan 1971 vunnit havskappseglingen Gotland runt sex gånger, senast 2003 med sönerna Leif och Mikael. Han publicerade seglingsbestsellern Historien om Swanen Tarantella (1999) och industriskildringen När Finland reste sig ur krigens aska (2002). 